# Michael Müller-Karpe
Michael Müller-Karpe (* 4. Februar 1955 in München) ist ein deutscher Vorderasiatischer Archäologe.

## Lebenslauf
Michael Müller-Karpe ist der Sohn des Prähistorikers Hermann Müller-Karpe. Er studierte Ur- und Frühgeschichte, Vorderasiatische Archäologie sowie Assyriologie, Arabisch, Klassische Archäologie, Ägyptologie und Alte Geschichte an der Universität Heidelberg, der Universität des Saarlandes in Saarbrücken und der Universität München. 1987 wurde Müller-Karpe an der Universität Heidelberg mit seiner Dissertation Metallgefäße im Iraq, von den Anfängen bis zur Akkad-Zeit promoviert.
Müller-Karpe war erster Kurator des Vortaunusmuseums in Oberursel, das er von 1971 bis 1974 zusammen mit dem Vorgeschichtlichen Arbeitskreis des Oberurseler Geschichtsvereins aufgebaut und eingerichtet hat. Der Vorgeschichtliche Arbeitskreis des Oberurseler Geschichtsverein wurde von Michael Müller-Karpe zusammen mit seinem Bruder Andreas Müller-Karpe initiiert. Seit 1976 untersucht er mesopotamische Metallobjekte in Museen des Irak, Großbritanniens, Frankreichs, Dänemarks, der USA und Deutschlands. Zwischen 1985 und 1990 betreute er die Uruk-Warka-Sammlung an der Universität Heidelberg. Diese Tätigkeit war verbunden mit dem Aufbau einer Schausammlung (1985 bis 1990). Danach war er bis zu seiner Pensionierung wissenschaftlicher Mitarbeiter an der Abteilung Vorgeschichte des Römisch-Germanischen Zentralmuseums in Mainz.
Hauptforschungsgebiet Müller-Karpes sind die Metallfunde aus Mesopotamien. Seit 1974 hielt er sich regelmäßig im Irak auf. Er hat seit 1974 an zahlreichen Ausgrabungen im Irak teilgenommen und ist im Römisch-Germanischen Zentralmuseum in Mainz seit 1993 unter anderem zuständig für die Koordinierung von Aktivitäten des Museums im Vorderen Orient, besonders im Irak. Darüber hinaus war Müller-Karpe an archäologischen Ausgrabungen in Deutschland, Großbritannien, Ägypten und dem Oman beteiligt.

## Engagement im Kulturgüterschutz
Müller-Karpe engagiert sich vehement gegen den illegalen weltweiten Kunsthandel, die illegale Beschaffung von Kunstwerken (Antikenhehlerei), Raubgräberei und den Ankauf von gestohlenen Objekten aus Plünderungen, illegalen Grabungen und Raubzügen. Zudem wendet er sich gegen eine Gesetzgebung, die Hehlerei sogar mit Steuervergünstigungen, etwa Spendenquittungen, alimentiert. Den Kulturausschuss des Deutschen Bundestages berät er in Fragen des Kulturgüterschutzes (Ratifizierung des UNESCO-Kulturgutschutzabkommens von 1970, UNESCO-Übereinkommen über Maßnahmen zum Verbot und zur Verhütung der unzulässigen Einfuhr, Ausfuhr und Übereignung von Kulturgut). Seit 2005 führt er kriminalarchäologische Untersuchungen (Gutachten) für Polizei, Zoll und Staatsanwaltschaften durch.
In Fragen des Kulturgüterschutzes und des Kampfes gegen den illegalen Handel mit antiken Artefakten gilt Müller-Karpe unter Archäologen, Fachjournalisten und Ermittlern als bedeutender Sachverständiger. Er war hier mehrfach erfolgreich, indem er die Rückgabe illegal ausgegrabener oder aus Museen entwendeter Gegenstände durchsetzen konnte. So konnte im Februar 2011 eine sumerische Streitaxt, die aus einem Museum gestohlen worden war und 2004 in einem Münchner Auktionshaus sichergestellt worden war, an den Botschafter des Irak zurückgegeben werden. Der Botschafter bedankte sich bei Müller-Karpe mit den Worten „he is a one-man-fighter“.
Dabei ist Müller-Karpe in der Konfrontation mit dem Kunsthandel allerdings auch heftiger Kritik ausgesetzt: In einem Urteil des Verwaltungsgerichts Frankfurt am Main vom 2. Juni 2010 wird die mitunter kompromisslose Haltung Müller-Karpes scharf kritisiert.
Im November 2010 nahm Müller-Karpe Stellung zum Grabraub durch Ex-RTL-Chef Helmut Thoma.

## Publikationen (Auswahl)
- Metallgefässe im Iraq I . Von den Anfängen bis zur Akkad-Zeit. Franz Steiner Verlag, Stuttgart 1993, ISBN 978-3-515-05864-3 (Prähistorische Bronzefunde Band II, 14; zugleich seine Dissertation von 1987).
- mit Harald Hauptmann: Die Metallindustrie in Mesopotamien von den Anfängen bis zum 2. Jahrtausend v. Chr. Katalog der untersuchten Metallobjekte aus dem Iraq und Syrien und Ergebnisse der Röntgenfluoreszenz- und Neutronenaktivierungsanalysen. VML Verlag Marie Leidorf, Rahden/Westfalen 2004, ISBN 978-3-89646-633-4.

Darüber hinaus verfasste Müller-Karpe zahlreiche Aufsätze, unter anderem im Archäologischen Korrespondenzblatt, im Archiv für Orientforschung, im Jahrbuch des Römisch-Germanischen Zentralmuseums Mainz, den Mitteilungen der Deutschen Orient-Gesellschaft zu Berlin, dem Journal of Near Eastern Studies sowie zahlreiche Lemmata im Reallexikon der Assyriologie und Vorderasiatischen Archäologie.